# The Sun (gruppo musicale italiano)
The Sun è un gruppo musicale rock italiano, formatosi a Thiene, in provincia di Vicenza. Il gruppo è il risultato dell'evoluzione artistica della band Sun Eats Hours, attiva dal 1997.
Hanno raggiunto un successo internazionale, che ha permesso loro di affermarsi tra i gruppi punk rock della scena italiana di inizio millennio, fama che nel 2004 ha valso loro il riconoscimento da parte del M.E.I. di "Migliore punk band italiana all'estero". Hanno preso parte a centinaia di tour e festival internazionali, facendo da spalla a gruppi affermati della scena alternative mondiale, quali The Cure, Misfits, AFI, NOFX, Pennywise, Ska-P, The Vandals, Sick of It All, OK Go.
Nel 2009, in seguito a una svolta spirituale, hanno cambiato il nome in The Sun e hanno iniziato a comporre in italiano testi più positivi e riflessivi. Sono diventati una delle formazioni più influenti del Christian rock in Italia, arrivando a suonare davanti ai papi Benedetto XVI e Francesco e unendo l'attività musicale con l'impegno sociale.

## Storia del gruppo

### Nascita dei Sun Eats Hours e primi anni di carriera (1997-2002)
La band nasce il 4 dicembre 1997 con il nome di Sun Eats Hours dall'amicizia di Francesco Lorenzi (voce e chitarra), Riccardo Rossi (batteria), Marco Auriemma (basso) e Andrea Barone (showman e corista), ragazzi vicentini tra i tredici e i sedici anni di età. Il nome è una traduzione inglese del detto veneto "El soe magna 'e ore", letteralmente "il sole mangia le ore" (ad indicare che il tempo non è mai abbastanza e ogni occasione va colta).
Uniti dalla passione per il punk rock californiano, nel maggio del 1999 registrano la demo Suneatshours; l'album vende mille copie e procurerà al gruppo un contratto con la Agitato Records. Nel marzo 2000 inoltre producono un promo intitolato Trying to Get a Label, che attira l'attenzione di importanti etichette straniere come Nitro, Fat Wreck Chords e Kung Fu Records.

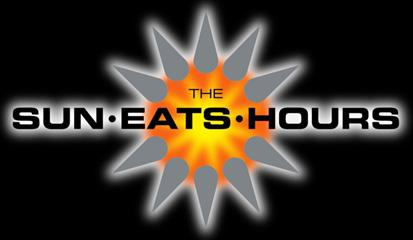
Logo dei Sun Eats Hours (2002)

Nel dicembre 2000 la prima formazione del gruppo pubblica sotto la Agitato l'album d'esordio Don't Waste Time, che consente alla band di farsi conoscere a livello nazionale con partecipazioni a varie compilation e importanti festival: il Deconstruction Tour a giugno, aprendo a Pennywise, Sick of It All e Boysetsfire e l'Independent Days Festival a luglio, aprendo agli Ska-P.
Nel 2001 ottengono che un loro brano venga inserito in una compilation di Rock Sound: grazie alla fama ottenuta a febbraio la band viene contattata per aprire la data trevigiana del tour degli Offspring insieme agli AFI. In seguito a questa esperienza il gruppo inizia a ottenere visibilità e la notorietà ottenuta inizia a spianare la strada del gruppo nella condivisione di altri appuntamenti internazionali. Nel frattempo ottengono fama da varie recensioni su riviste specializzate come Rock Sound, Rumore e Il mucchio selvaggio. A fine 2001 il bassista Marco Auriemma esce dalla band, pur continuandone a curare gli aspetti grafici e comunicativi.
Nell'aprile 2002 esce il loro secondo album Will, insieme al nuovo bassista Matteo Reghelin (già roadie del gruppo), che era entrato nella band a gennaio di quell'anno. L'album vende anche in Svizzera e vede oltre 3000 copie vendute dopo tre mesi. Alla pubblicazione del disco fanno seguire un tour italiano, che riceve apprezzamenti; in estate aprono alle quattro date italiane di Vandals e Ska-P e partecipano all'Anti Tour Festival insieme a Ska-P, La Ruda Salska, Punkreas, Persiana Jones e Shandon.

### Il passaggio alla Rude Records e il successo internazionale (2003-2008)
Nel settembre dello stesso anno, decisi a lasciare l'Agitato Records, iniziano a valutare diverse offerte da case discografiche e a dicembre firmano con la Rude Records di Ilich Rausa; il passaggio di etichetta avviene a causa della volontà, da parte della band, di espandersi verso l'estero: mentre l'Agitato si occupa principalmente di punk rock italiano, la Rude ha già un consolidato mercato internazionale.
Nel marzo 2003 viene pubblicata una nuova versione di Will con l'aggiunta di tre inediti. Il disco prende il nome di Tour All Over e viene pubblicato con la Rude Records. È il primo album della band ad essere stampato in tre versioni differenti (Italia, Spagna, Svizzera) e a essere distribuito a livello internazionale; ottiene recensioni positive in Europa, Giappone e Sud America. Seguono date a Milano e Firenze in supporto al tour italiano degli Ska-P insieme alle Bambole di pezza e una nuova partecipazione al Deconstruction Tour in apertura a NOFX, Strung Out e T.S.O.L.. In estate parte il tour in promozione di Tour All Over in Spagna e Portogallo; questo prosegue con date autunnali in Austria, Germania, Inghilterra, Irlanda e Svizzera, che a novembre segnano l'ingresso nel gruppo del chitarrista Gianluca Menegozzo (ex musicista della band punk Fallimento).
Nel 2004 sono premiati come "Migliore punk band italiana all'estero" al Meeting delle etichette indipendenti. Nello stesso anno iniziano le tournée all'estero suonando in date europee e aprendo ancora i concerti degli Offspring insieme agli HorrorPops a Lione, Barcellona e Milano. In aprile sono scelti come headliner per partecipare a due date del Rock TV Tour; a maggio partecipano all'Eastpak Festival di Barcellona e a giugno al Neapolis Festival aprendo ai Cure.

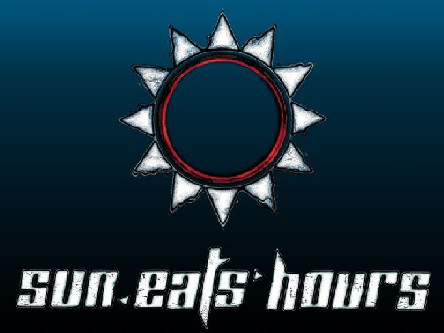
Logo dei Sun Eats Hours (2005)

Nel luglio 2005 il gruppo si separa da Andrea Barone. A settembre per Rude Records escono la ristampa di Don't Waste Time! e il quarto album The Last Ones. Il CD viene distribuito in Europa, Sudafrica e Giappone in diverse versioni; successivamente alla pubblicazione segue un tour di 102 tappe che partendo dall'Italia tocca Svizzera, Spagna, Portogallo, Austria, Germania, Benelux, Croazia, Slovenia e Giappone. Lo stesso anno il gruppo pubblica l'EP Endless Desire.
Nella data nipponica del tour conoscono i giapponesi Nicotine, con cui nel novembre 2006 nasce Metal Addiction, uno split album nel quale le due band riprendono famose hit heavy metal reinterpretandole in chiave personale; tra queste i Sun Eats Hours hanno successivamente realizzato un videoclip per la cover dei The Cult Rain. Il CD viene distribuito in Giappone ed Europa e ad esso fanno seguire un tour attraverso Italia, Spagna e Germania.
Nel corso degli anni la band è stata intervistata da riviste specializzate come Rolling Stone, Kerrang!, Crossbeat Japan, Metal Hammer, Tribe, Rock Sound UK, Rock Sound Italia, Rock Sound France, Rock Star, Rock Zone Espana, Rockin' on Japan, Slam, Ox, Rock Hard.
Nell'estate del 2007 la band partecipa alla quinta edizione dell'Eastpak Etnika Rock di Ceccano, aprendo ad OK Go e Roy Paci & Aretuska e ad altri festival in Spagna. La tournée continua toccando dieci diversi Stati tra Europa e Giappone. Lo stesso anno la band viene contattata dalla Warner Music Italy per una proposta di distribuzione digitale dei dischi, che viene rifiutata. A settembre anche la Sony Italia/Columbia, su suggerimento di Sony BMG Spagna, contatta la band, ma senza concludere alcun tipo di accordo.
Ad ottobre il gruppo, per dissidi interni ai componenti, decide di prendersi una pausa e conclude la sua attività live il 13 ottobre con un concerto al Circolone di Legnano. Successivamente il leader Francesco Lorenzi inizia a fare delle audizioni per sostituire il batterista, Riccardo Rossi, senza però trovare nessuno di adatto.
Nel 2008, per i primi dieci anni di attività, viene pubblicato il cofanetto CD + DVD Ten Years, attraverso il quale la band propone 19 tracce audio (di cui tre inedite) e circa tre ore di filmati inediti (live, backstage, making of dei video e filmati amatoriali on the road). La pubblicazione della raccolta era stata anticipata in Giappone nel settembre dell'anno precedente come solo CD. In estate partono per una breve tournée che tocca Italia, Spagna (con apparizioni al Resurrection Fest, in apertura a Misfits e No Fun at All, e al Punkorlatex Festival, in apertura a Randy e Voodoo Glow Skulls) e Portogallo.

### La svolta: i The Sun (2009)
Il triennio 2007-2008-2009 rappresenta uno spartiacque tra il passato e il futuro della band. A causa di litigi e problemi personali legati ai singoli componenti della band (esasperati dagli eccessi sperimentati durante gli ultimi anni di tour), i Sun Eats Hours entrano in una profonda crisi che porta il gruppo sul punto di sciogliersi. Le difficoltà vengono superate grazie a un percorso di ricerca interiore favorito dall'avvicinamento, prima da parte del cantante e poi di tutto il resto del gruppo, al Cattolicesimo: la fede dà ai quattro musicisti la forza di riappacificarsi e rimettere in piedi la band. I cambiamenti in atto diventano una vera e propria svolta che si riflette anche sul nome della band e sulle modalità di composizione: non più "Sun Eats Hours" ma "The Sun" (indicando in Gesù Cristo il sole del nome), mentre lo stile va oltre l'hardcore melodico verso un rock più solare (pur senza abbandonare le loro radici punk) ed i testi iniziano ad essere più immediati, tratti dalle esperienze personali del cantante Francesco Lorenzi, e scritti in italiano. Nel gennaio 2008 la band inaugura a Marostica quella che viene ribattezzata "Casa della creatività": sala prove e studio di registrazione, oltre che abitazione per Lorenzi e Rossi, ma anche spazio per comporre e in generale luogo di ritrovo per il gruppo.
Sfumati un tour imminente e la possibilità di pubblicare un quinto album in inglese (che avevano iniziato a comporre dal 2008) con la Rude Records, a maggio il gruppo comincia a registrare dei brani in italiano. Iniziano poi i contatti con le case discografiche: a giugno hanno un meeting con la Universal Music, a cui presentano otto canzoni, che si conclude con un nulla di fatto; a luglio incontrano la Carosello Records, che propone un contratto di joint venture, subito rifiutato; infine Sony/BMG rifiuta la proposta discografica del gruppo.
Nel maggio 2009 il gruppo decide di produrre da indipendenti l'album per poi affidarlo a una struttura terza per la distribuzione, giungendo a un accordo di stampa e distribuzione di un disco in italiano con Universal Music Italia e lasciando da parte il disco in inglese. Pubblicano dunque il singolo 1972 per anticipare l'uscita dell'album; tuttavia non è ancora stato firmato un contratto con l'etichetta per la pubblicazione dell'album: il 30 giugno il direttore artistico di Sony Music Roberto Rossi ha modo di sentire e vedere il video di 1972 e li convince a firmare con Sony/RCA. Nel frattempo si esibiscono nei primi concerti in Italia col nome di The Sun, ottenendo anche apparizioni a tre tappe di Total Request Live On the Road.

### Spiriti del Sole(2010-2011)

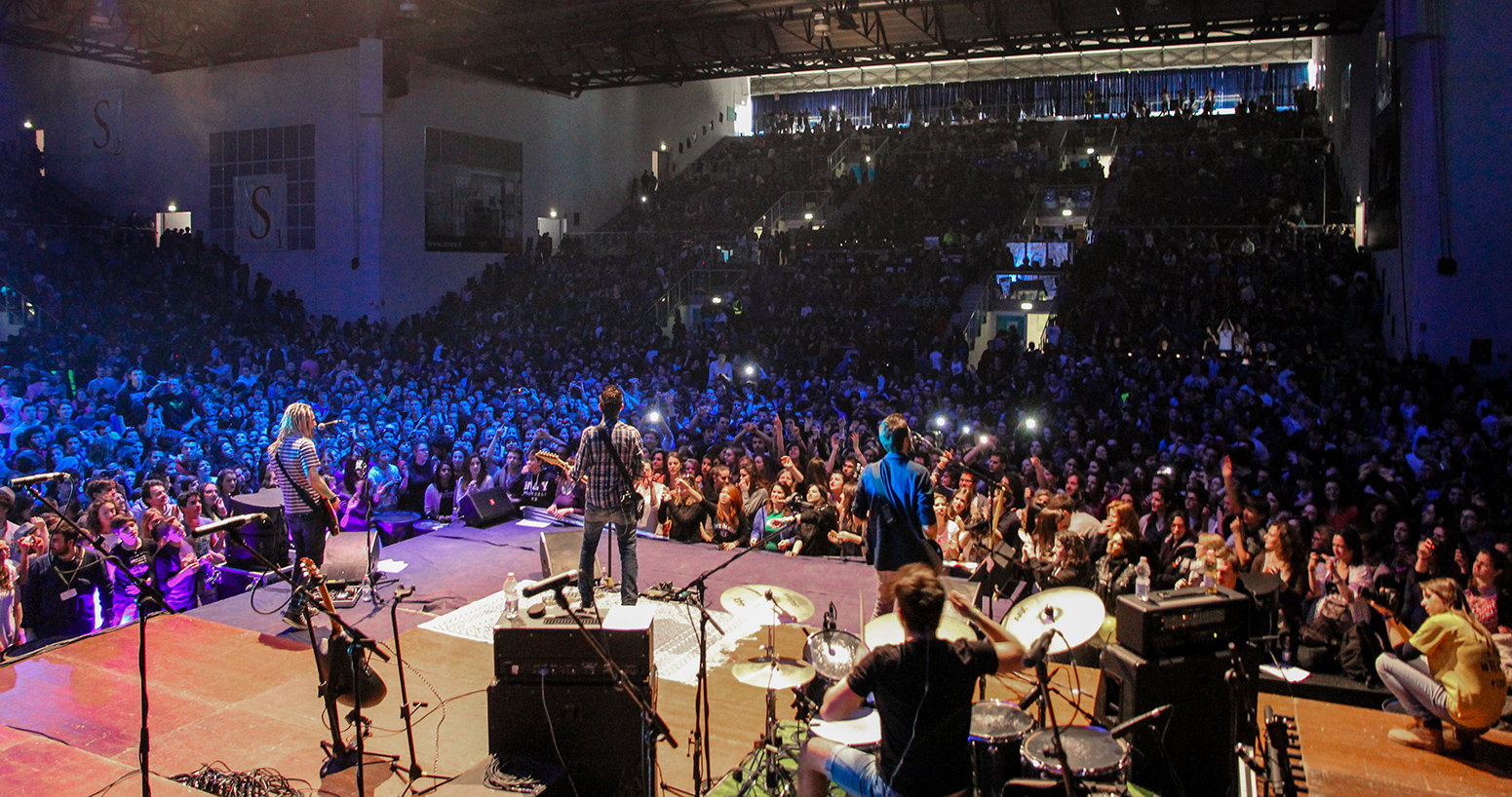
I The Sun in concerto a Jesolo nel 2013

Il 22 giugno 2010 viene pubblicato Spiriti del Sole, primo album come The Sun, composto da dodici inediti cantati in italiano. Il disco entra nella classifica dei dieci album più venduti in versione digitale. Al primo singolo fanno seguito Non ho paura e Hasta la muerte.
Il 12 giugno ha inizio il tour in Italia in supporto a Spiriti del Sole, organizzato dalla Barley Arts. A luglio la band viene chiamata per aprire le due date italiane della tournée dei Deep Purple e partecipa insieme a Finley e Sonohra al Radio Stop Festival in Toscana.
Sempre insieme ai Finley ad agosto partecipano al Summer Music Festival in Sicilia, ricevendo il premio come "Band rivelazione". In autunno il tour riprende per proseguire fino al 29 gennaio 2011.
Il 19 dicembre il gruppo riceve un premio da parte dell'amministrazione comunale della città natale, Thiene, «per gli splendidi successi ottenuti» in ambito musicale.
Il primo marzo 2011 i The Sun si esibiscono a Betlemme in occasione del concerto per la Pace e contro il muro di divisione tra lo Stato d'Israele e la Palestina. A luglio partecipano al Company Contatto Tour a Sottomarina, di nuovo insieme ai Finley.

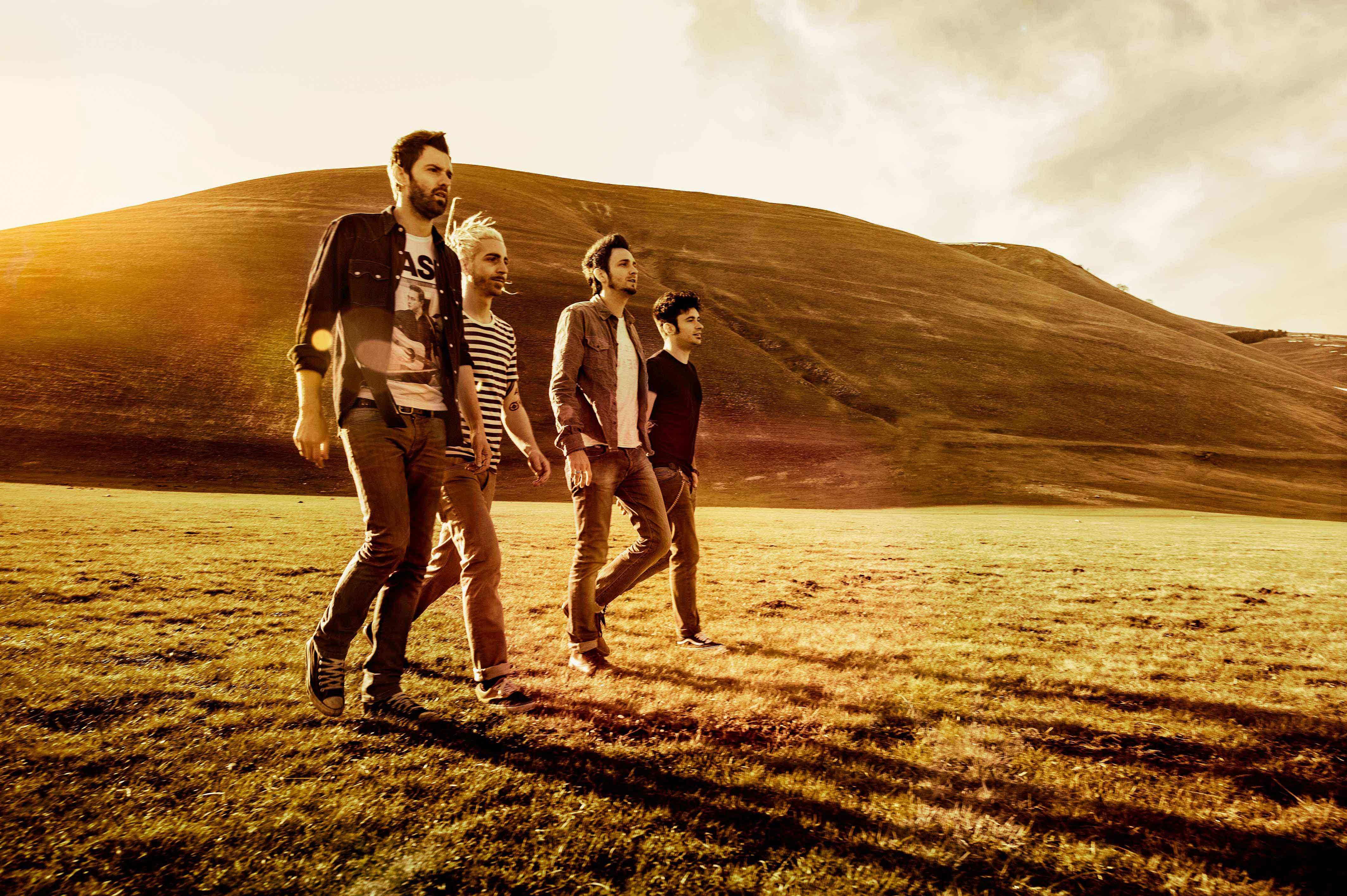
I The Sun durante lo shooting fotografico dell'album Luce

### LuceeLa strada del Sole(2012-2014)
Il 19 maggio 2012 ha inizio la tournée in supporto del secondo album, che viene pubblicato il 12 giugno col nome di Luce, sempre per Sony Music: tredici brani che vedono la collaborazione del chitarrista Federico Poggipollini e del tecnico del suono Ted Jensen. Anticipato dal singolo Onda perfetta, l'album ha debuttato al 78º posto della classifica FIMI. Sono seguiti i singoli Sogno dei miei sogni e Outsider.
Ad ottobre i The Sun tornano in Terra santa per una prima tournée che li porta a suonare dal vivo a Nablus, Taybeh, Gerusalemme, Betlemme e Beit Sahour. A giugno il gruppo suona a Milano per il VII Incontro mondiale delle famiglie e nel luglio del 2013 si esibisce in occasione della Giornata mondiale della gioventù a Rio de Janeiro. Il 4 ottobre suonano ad Assisi in occasione della visita pastorale di papa Francesco. Il gruppo inizia poi a pensare a una modalità alternativa di fare concerti: insieme all'autore e creativo Gigi Cotichella mette in piedi l'idea di esibirsi in "set acustici con testimonianza", serate in cui brani suonati in acustico sono alternati a momenti di condivisione della storia della band da parte di tutti i componenti.
Il 31 ottobre si conclude la tournée, che ha portato la band anche in Portogallo e Brasile e li ha visti esibirsi in 172 eventi di fronte a più di 200.000 partecipanti.

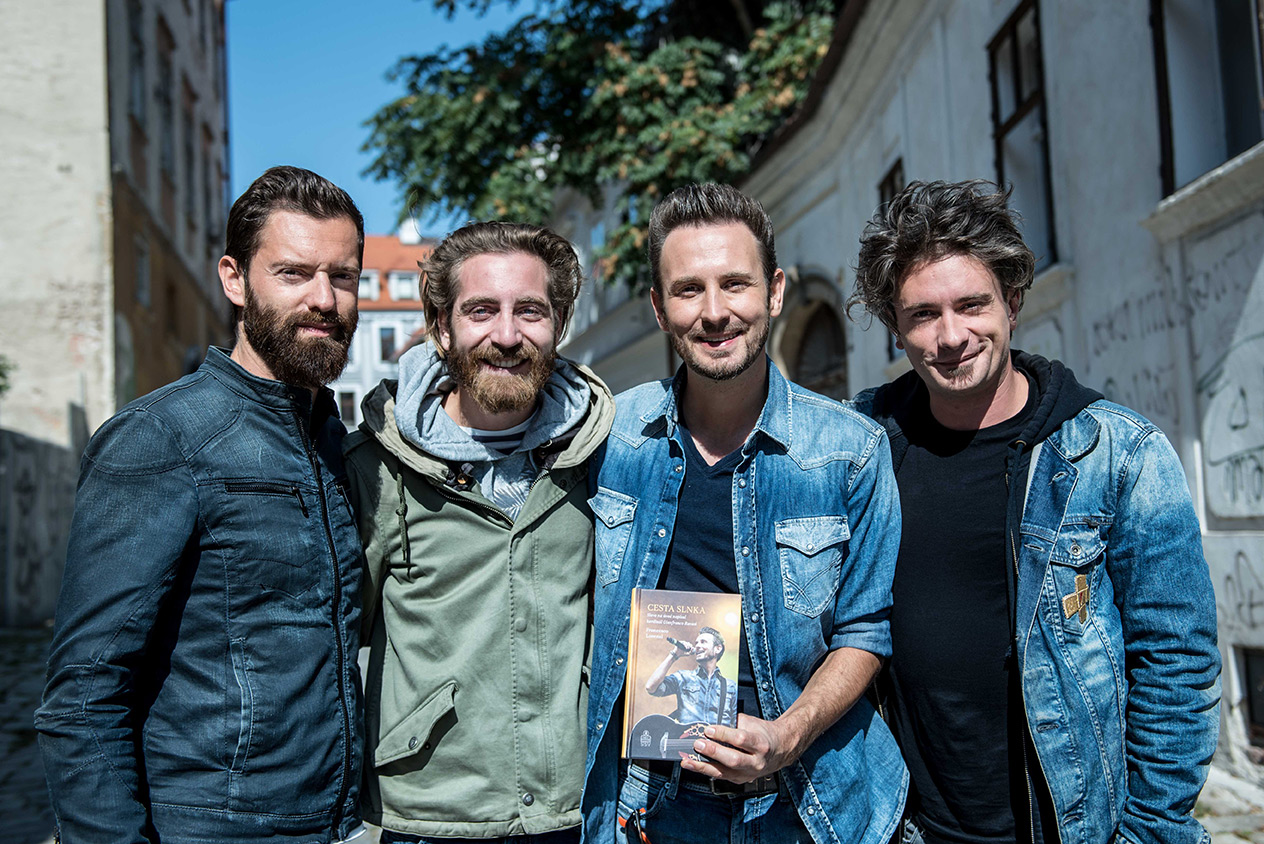
I The Sun a Bratislava per l'uscita de La strada del Sole in Slovacchia

Il 7 maggio 2014 viene pubblicato per Rizzoli La strada del Sole, libro autobiografico scritto dal cantante Francesco Lorenzi con la prefazione del cardinale Gianfranco Ravasi. Il libro viene presentato il 9 maggio al Salone internazionale del libro di Torino. Seguiranno dieci ristampe e traduzioni in otto paesi. Nel 2020 l'editore pubblica una seconda edizione, rinnovata, nella collana BUR.

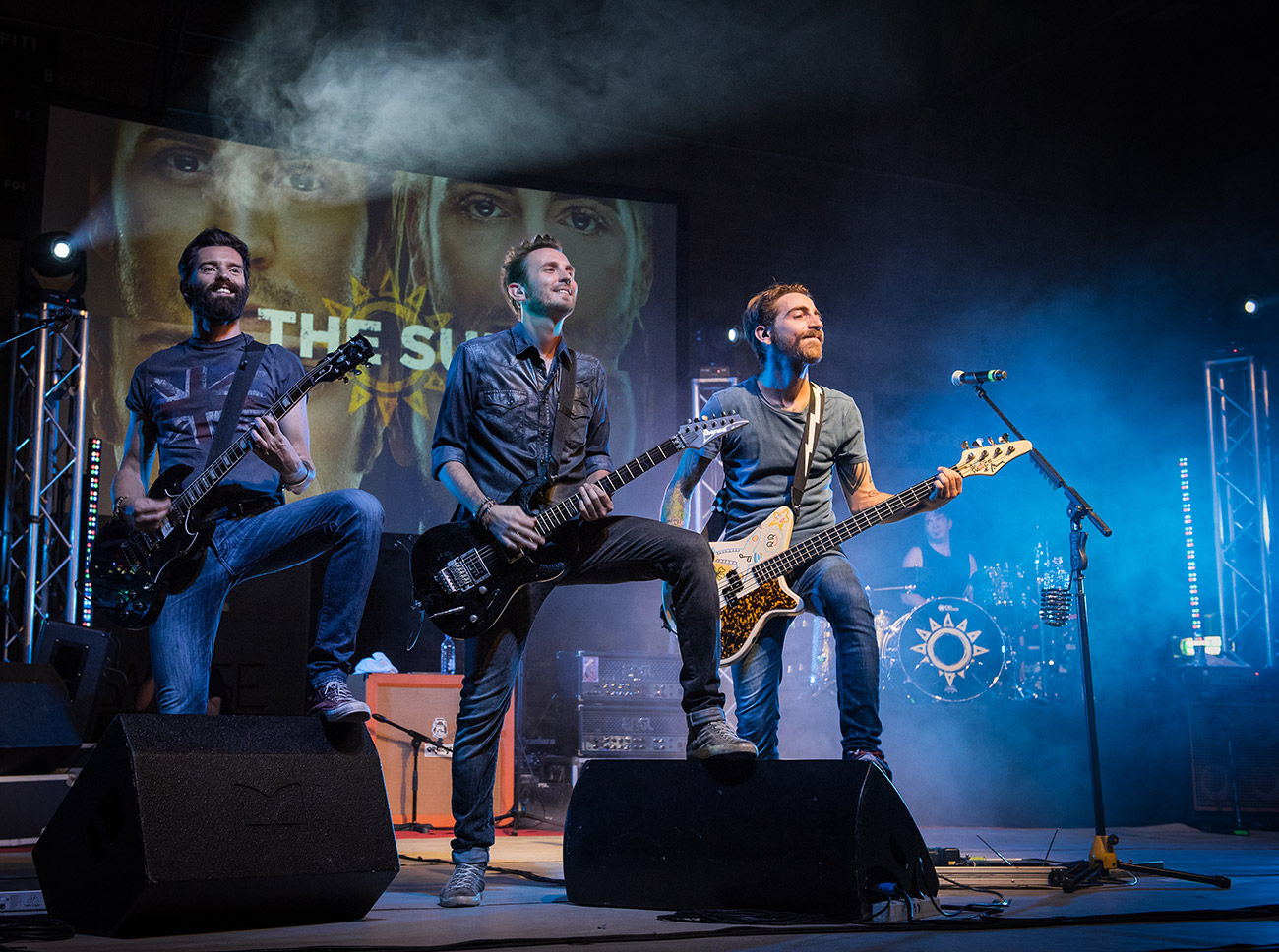
I The Sun in concerto a Besana Brianza, nel 2015

### Cuore aperto(2015-2016)
Il 18 maggio 2015 esce Le case di Mosul, il singolo che anticipa Cuore aperto, terzo album composto da inediti in italiano e uscito il 16 giugno. Il disco, costituito da dodici canzoni, debutta entrando al 21º posto della classifica FIMI. Cuore aperto è il primo album dei The Sun ad essere pubblicato senza un'etichetta. Oltre all'edizione standard è stata realizzata un'edizione deluxe sotto forma di cofanetto, in cui sono contenuti un CD di otto brani inediti, un DVD contenente diversi video della band, un libro di 64 pagine con testi e fotografie e un poster.
Nella tournée di quell'anno, partita il 18 giugno da Padova, iniziano a suonare come turnisti Andrea Cerato alla chitarra (poi entrato stabilmente a far parte della band) e Nicola Righele all'armonica. Il 19 giugno si esibiscono in occasione della visita di papa Francesco a Torino. Il 1º agosto sono ospiti principali del Festival Jota in Portogallo.
Nel 2016 escono Il mio miglior difetto e Le opportunità che ho perso, secondo e terzo singolo estratti dall'album, usciti il 18 giugno e il 21 dicembre. In estate si esibiscono alla Giornata mondiale della gioventù di Cracovia.

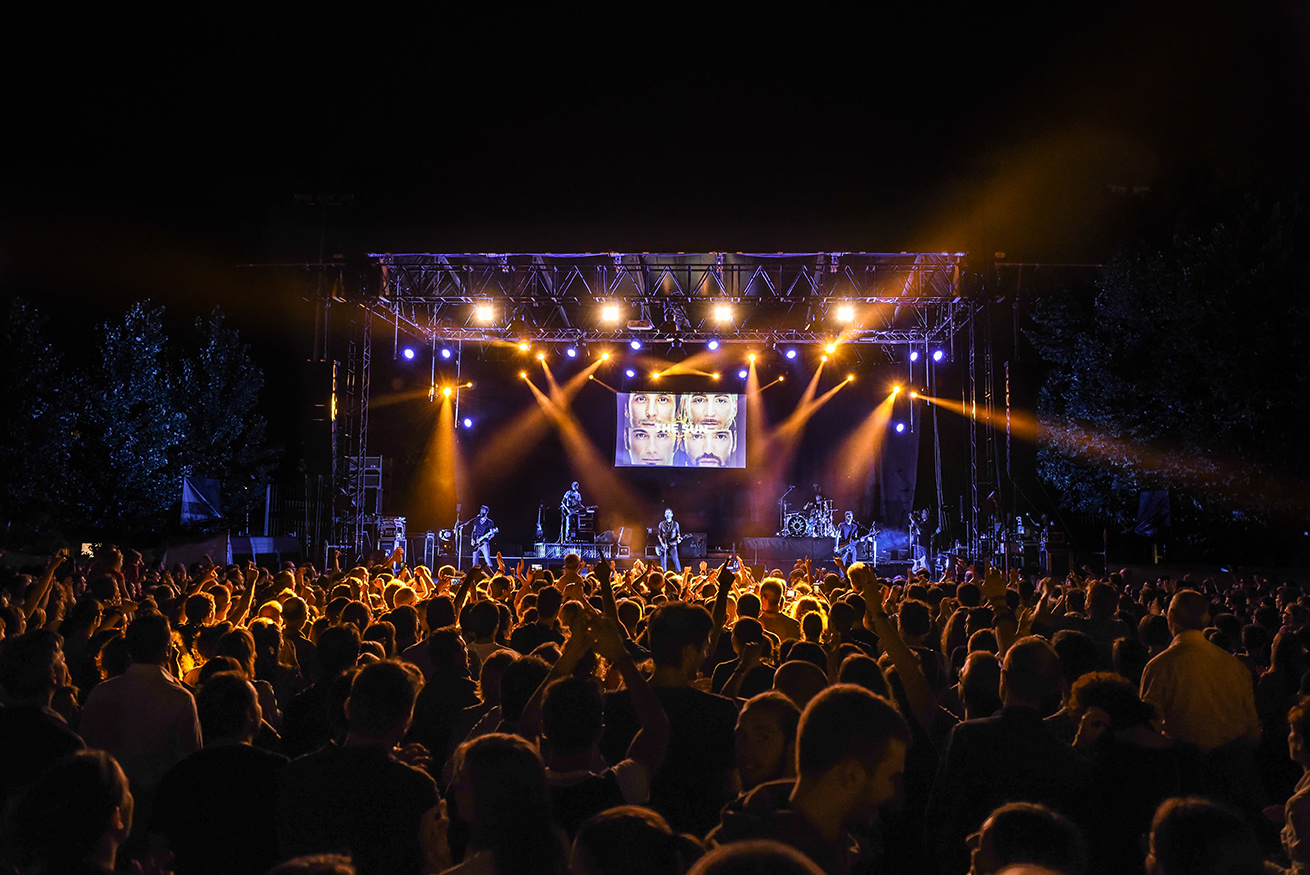
I The Sun in concerto a Verona

### 20, la collection, eI segreti della Luce(2017-2018)
L'8 dicembre 2017 viene pubblicato 20, lavoro discografico realizzato in occasione del ventesimo compleanno della band. Si tratta di un doppio album con 40 canzoni, di cui 10 inedite, accompagnate da un booklet fotografico di 72 pagine con i racconti della band. L'album debutta al 55º posto della classifica FIMI. In concomitanza è stato pubblicato anche il singolo 20 con il relativo videoclip. Per festeggiare i venti anni di attività, il 9 dicembre hanno suonato al Campus Industry di Parma, esibendosi nei maggiori successi della loro carriera, comprese le canzoni composte come Sun Eats Hours.
Il 25 maggio 2018 i The Sun sono tornati in tournée con un nuovo spettacolo dal titolo "Ogni benedetto giorno", uno show durante il quale vengono riproposti brani tratti da tutta la discografia del gruppo, arricchito da dialoghi, brevi monologhi e video. Alla regia dello spettacolo ha collaborato di nuovo Gigi Cotichella. L'11 agosto i The Sun si sono esibiti al Circo Massimo di Roma per l'apertura dell'evento "Per mille strade siamo qui", promosso dalla CEI per il Sinodo 2018.
Il 13 novembre viene pubblicato per Rizzoli il secondo libro del leader Francesco Lorenzi, dal titolo I segreti della Luce. 21 passi per la felicità, presentato tre giorni dopo in occasione di BookCity Milano.
Dal 13 al 18 dicembre si recano ad Amman, in Giordania, per una serie di concerti di Natale in favore dei profughi cristiani fuggiti dall'Iraq e da Mosul.

### Espíritus del Sole la nuova etichetta La Gloria (2019-2022)
Il 22 gennaio 2019, in occasione della partecipazione alla Giornata mondiale della gioventù di Panama, viene pubblicato Espíritus del Sol, album contenente undici brani in spagnolo con canzoni edite in italiano nei dischi Spiriti del Sole e Luce, disponibile solo in versione digitale.
Il 9 aprile 2020 la band pubblica il singolo Lettera da Gerusalemme. Il 22 giugno esce Un buon motivo per vivere. Il 21 giugno il gruppo lancia sulla piattaforma di fundraising GoFundMe una raccolta fondi, intitolata "Produrre il futuro che vivremo insieme", per finanziare la produzione del loro album successivo; la campagna raggiunge il suo obiettivo il 20 luglio. Con i soldi raccolti il gruppo produce il lyric video di Un buon motivo per vivere, pubblicato il 15 agosto. 
Dal 6 agosto, per rispettare le normative imposte dalla pandemia di COVID-19, è partita una serie di house concerts, eventi live in abitazioni e locali privati davanti a un numero ristretto di persone. Il 28 dicembre viene pubblicato il singolo Appunti verso la fine del mondo, terzo estratto dall'album non ancora annunciato.
Il 14 gennaio 2022 pubblicano il singolo La mia legge di attrazione e annunciano la firma per la neonata etichetta discografica La Gloria, progetto fondato dal frontman Francesco Lorenzi. Dal 29 aprile all'8 maggio suonano in Portogallo per un tour di otto date. 

### Qualcosa di veroeGrazie per tutta la Luce – Live in Assisi(2022-2024)
Il 10 giugno 2022 esce il singolo Io mi arrendo, nato dalla collaborazione con il progetto "Hillsong in italiano"; il brano è una rivisitazione in italiano di I Surrender degli Hillsong United. Il 26 agosto esce il singolo Voglio qualcosa di vero. Tra l'8 e il 10 novembre si svolge un mini-tour di tre date in Slovacchia. Il 25 novembre esce l'ultimo singolo Tutto quel che ho. Il 3 dicembre annunciano il nome del quarto album Qualcosa di vero, uscito il 5 dicembre in formato fisico e il 10 marzo 2023 in digitale. 
Il 25 dicembre va in onda su TV2000 un documentario dedicato alla band, diretto da Pierluigi Vito e intitolato La vita che ci voleva.
Il 24 febbraio 2023 viene estratto per le piattaforme digitali il singolo Ostinato e controcorrente. Il 10 marzo esce l'album Qualcosa di vero. Il 26 maggio viene pubblicata la versione deluxe del disco, disponibile solo in vinile, e in digitale esce il singolo Gioia piena, prima delle due bonus track insieme al precedente singolo Appunti verso la fine del mondo. Ad agosto partecipano alla Giornata mondiale della gioventù di Lisbona e organizzano la prima edizione del Joy Music Fest, festival dedicato ad artisti di ispirazione cristiana.
Il 18 dicembre 2023 esce il loro primo album dal vivo Grazie per tutta la Luce – Live in Assisi, dal 19 aprile 2024 disponibile anche sulle piattaforme di streaming. Per la fine dell'anno organizzano, a Lignano Sabbiadoro, il "Capodanno di Luce", evento che unisce festa e preghiera, al quale si esibiscono in un concerto. Il 31 maggio 2024 esce il singolo Senza te non si può fare in collaborazione con Angelo Maugeri. A luglio organizzano la prima edizione del pellegrinaggio Un invito, poi un viaggio a Santiago de Compostela. Il 26 settembre partecipano al pellegrinaggio nazionale dell'Unitalsi a Lourdes, esibendosi in un concerto-testimonianza.

### La musica del bosco, il Giubileo e il nuovo album (2025-presente)
Il 28 marzo 2025 esce il singolo Coraggio, prima anticipazione di un album in uscita a fine anno che verrà festeggiato con un concerto-evento all'Alcatraz di Milano previsto il 29 novembre.
Nel frattempo esce il primo libro per bambini di Francesco Lorenzi, intitolato La musica del bosco e pubblicato per la casa editrice Effatà.
A luglio partecipano alla prima edizione dei Catholic Music Awards ritirando il premio per "Migliore band", "Migliore canzone italiana" (Un buon motivo per vivere) e "Miglior videoclip" (Appunti verso la fine del mondo).
Nel corso dell'anno si esibiscono in diversi appuntamenti del Giubileo del 2025.
Ad agosto esce il singolo La via dell'amore.

## Impegno sociale

### Viaggi e pellegrinaggi

#### Un invito, poi un viaggio

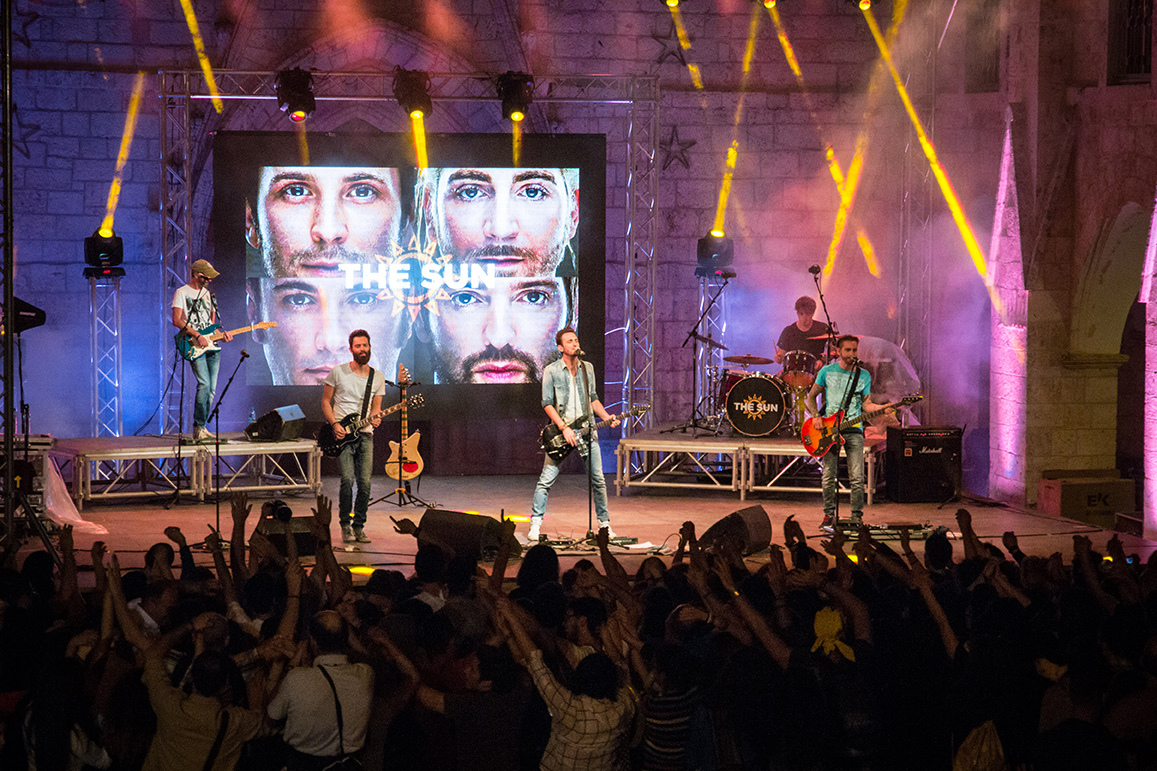
I The Sun in concerto a Betlemme

Nell'aprile 2014 i The Sun hanno realizzato il primo pellegrinaggio Un invito, poi un viaggio, con la collaborazione del Patriarcato Latino di Gerusalemme e di vari responsabili per le pastorali giovanili. Il pellegrinaggio, con momenti di spiritualità e solidarietà, si è concluso il 9 aprile con un concerto nella piazza della Mangiatoia a Betlemme che ha visto uniti cristiani e musulmani. Durante il concerto è stato ufficializzato il fan club della band, l'"Officina del Sole". Il termine "Spiriti del Sole", dal nome del primo album, è diventato l'appellativo con cui i fan della band si identificano.
Nell'aprile 2016 i The Sun hanno realizzato la seconda edizione del pellegrinaggio Un invito, poi un viaggio 2016, organizzato in collaborazione con l'Officina del Sole. A conclusione del pellegrinaggio i The Sun hanno tenuto un concerto a Betlemme.
Durante il pellegrinaggio è stato realizzato un docufilm dal titolo Un invito poi un viaggio nel quale si racconta l'esperienza di questo viaggio. Il docufilm, diretto da Emanuele Meoni, è stato trasmesso per la prima volta da TV2000 il 27 luglio 2016.
Ad ottobre 2018 è stata realizzata la terza edizione di Un invito, poi un viaggio 2018, durante il quale i The Sun hanno accompagnato 232 giovani provenienti da tutta Italia. Durante il pellegrinaggio la band si è esibita a Cafarnao per un concerto sulle rive del lago di Galilea in collaborazione con la Custodia francescana di Terra Santa per sostenere la realizzazione di un alloggio per pellegrini e raccogliendo 6.000 euro dalla raccolta fondi "Gerico, aiuto ai cristiani in difficoltà".
Dal 15 al 23 ottobre 2022 si è svolta la quarta edizione di Un invito, poi un viaggio.
Dal 14 al 21 luglio 2024 si è svolta la quinta edizione di Un invito, poi un viaggio.

#### Altri appuntamenti
Dal 12 al 19 ottobre 2019 hanno organizzato il primo dei Viaggi di luce, in Giordania: un'esperienza di incontro tra culture che ha visto anche l'esibizione del gruppo nella capitale Amman, in occasione del concerto "Una Musica di Speranza" dedicato alle famiglie scappate dalle persecuzioni in Iraq e Siria.
Dal 27 al 31 ottobre 2021 la band ha portato in pellegrinaggio in Portogallo 80 fan, per Lisbona, Coimbra, Braganella e Fátima; il 30 ottobre si è esibita in un concerto al Centro di Studi di Fátima, mentre il giorno successivo a Ribamar, vicino a Lisbona.

### Eventi ecclesiali
Il 2 giugno 2012 i The Sun hanno suonato al Parco Nord Milano, durante l'evento "One World, One Family, One Love", in occasione del VII Incontro mondiale delle famiglie.
Il 6 febbraio 2013 i The Sun sono stati invitati dal Cardinale Gianfranco Ravasi all'apertura dell'assemblea plenaria sulle culture giovanili del Pontificio consiglio della cultura presso l'auditorium dell'università LUMSA. In questa occasione alla band è stato chiesto, oltre a esibirsi, anche di analizzare le difficoltà che il mondo religioso incontra nell'avvicinamento al mondo dei giovani. Inoltre ha raccontato la propria testimonianza ed è stato ricevuto in udienza privata da papa Benedetto XVI.
Il 20 marzo, in occasione dell'incontro internazionale dei giovani per la giustizia sociale, presso la Pontificia Università Lateranense, i The Sun vengono invitati per un concerto e per esporre nuovamente i risultati del loro lavoro con i giovani.
Il 4 ottobre hanno suonato davanti alla Basilica di Santa Maria degli Angeli ad Assisi, in occasione della visita pastorale in Umbria di papa Francesco.
Il 19 giugno 2015 si sono esibiti in occasione della visita di papa Francesco per l'ostensione della Sindone a Torino e i festeggiamenti del bicentenario della nascita di Don Bosco, suonando all'Happening degli Oratori e dei Giovani.
L'11 agosto 2018 sono intervenuti al Circo Massimo di Roma davanti a 70.000 ragazzi per l'apertura dell'evento "Per mille strade siamo qui", l'incontro dei giovani italiani con Papa Francesco promosso dalla CEI in preparazione al Sinodo 2018.
Nel 2025 si sono esibiti in diverse occasioni legate al Giubileo della speranza: prima al Giubileo dedicato a famiglie, bambini, nonni e anziani, poi al Giubileo dei missionari digitali e degli influencer cattolici e infine al Giubileo dei giovani.

#### Giornate Mondiali della Gioventù

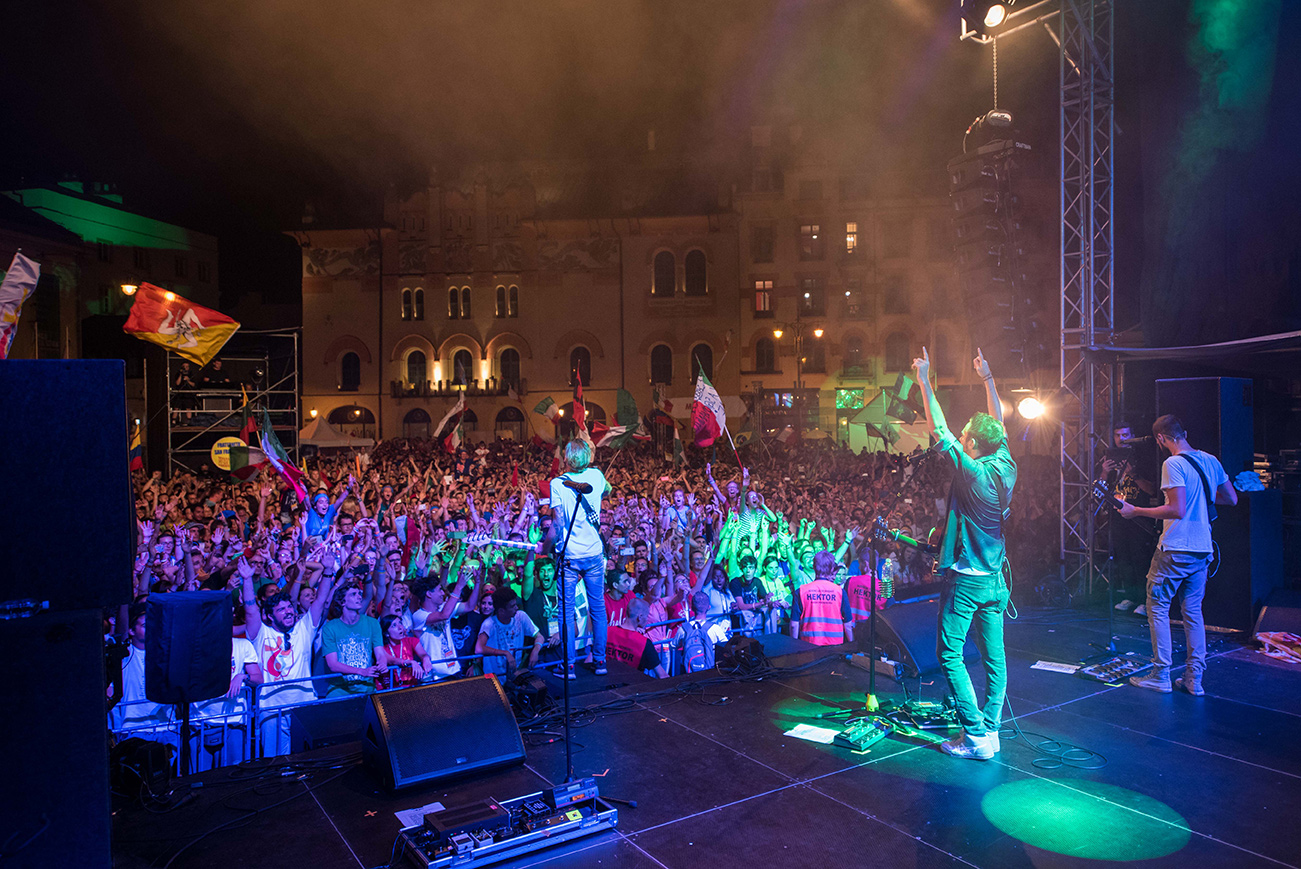
I The Sun in concerto a Cracovia

Nel luglio 2013 i The Sun hanno partecipato per la prima volta alla Giornata mondiale della gioventù a Rio de Janeiro, in Brasile e, accompagnati dal vescovo Domenico Sigalini, si sono esibiti in alcuni eventi organizzati per le comunità locali.
Tre anni dopo, nel luglio 2016, i The Sun hanno partecipato come ospiti alla Giornata mondiale della gioventù di Cracovia, esibendosi in due momenti. Il primo evento è stato il 29 luglio in piazza Szczepanski, in occasione del Festival Internazionale Hallelujah: al concerto hanno preso parte oltre 15.000 ragazzi trasformando la serata in una seconda "festa degli italiani". Il secondo appuntamento è stato il 31 luglio presso il Campus Misericordiae, in cui la band ha eseguito quattro brani prima della messa di papa Francesco. Nella stessa occasione Francesco Lorenzi ha anche letto la prima lettura durante la messa, trasmessa in mondovisione.
A gennaio 2019 i The Sun hanno partecipato come ospiti alla Giornata mondiale della gioventù a Panama, esibendosi in diverse occasioni tra le quali la cerimonia di apertura e il Festival Internazionale Hallelujah. Il 24 gennaio Francesco Lorenzi, durante i saluti trasmessi in mondovisione per l'arrivo di Papa Francesco a Panama, ha rappresentato l'Italia e l'Europa cantando l'Emmanuel, canzone scritta da Marco Mammoli in occasione della Giornata Mondiale della Gioventù di Roma del 2000. Per l'occasione il cantante ha tenuto una rubrica giornaliera sul quotidiano Avvenire.
Ad agosto 2023 i The Sun hanno partecipato alla Giornata mondiale della gioventù di Lisbona.

### Solidarietà
Dopo il primo viaggio in Terra santa nel marzo 2011 e la tournée nel 2012, i The Sun sono stati i testimonial di "A Natale ritorna alle origini", la campagna di raccolta fondi della ATS Pro Terra Sanctae per sostenere le opere dei frati francescani a Betlemme. Hanno poi sostenuto la casa per bambini con gravi disabilità Hogar Niños Dios e l'ospedale pediatrico Caritas Baby Hospital di Betlemme.
Hanno supportato diversi progetti, come la ricostruzione degli spazi per i giovani di San Nicola a Tolentino devastati dal terremoto del 2016 e delle case a Mosul; hanno sostenuto le missionarie di San Massimiliano Kolbe in Sud America, i progetti educativi realizzati dai padri Giuseppini del Murialdo in India, i progetti di adozione a distanza dell'onlus "Italia Solidale". Inoltre hanno dato il loro sostegno ad AVSI per le campagne "#10forSyria" e "Tende".
Nel 2018 i The Sun sono stati ospiti alla Mostra del Cinema di Venezia per sostenere il progetto di solidarietà "Un libro, una pietra" in occasione della presentazione del libro Vasandhi di Rinaldo Boggiani, dedicato alla storia di riscatto di una giovane indiana.
Nel 2020 hanno lanciato la campagna solidale "Diamo ossigeno al futuro" per sostenere l'azienda ZeroCO2, che promuove la riforestazione e contrasta la crisi climatica.
Ad ottobre 2021 la band si è esibita in due concerti a Marostica in sostegno della Lega Italiana per la Lotta ai Tumori.
Il 13 dicembre Il mio miglior difetto è stata scelta come canzone ufficiale della campagna di Caritas Internationalis "Together we - act today for a better tomorrow". Per questa occasione il gruppo si è esibito alla Pontificia università urbaniana in una versione acustica del brano.

### Premi
Nel novembre del 2013 i The Sun hanno ricevuto il premio "all'impegno d'impresa per il bene comune" da parte della Fondazione Segni Nuovi, in occasione del Festival della Dottrina Sociale di Verona.
A febbraio 2016 Le case di Mosul riceve la candidatura da Amnesty International Italia al premio "Voci per la libertà - Una canzone per Amnesty".
A dicembre, nell'ambito del premio delle Pontificie Accademie, Francesco Lorenzi ha ricevuto la Medaglia del Pontificato per «il contributo dato allo sviluppo dell'umanesimo cristiano e delle sue espressioni artistiche nel mondo».
Nel 2017, in occasione dei vent'anni del gruppo, la band ha ricevuto un riconoscimento speciale al premio "Città di Thiene" per i meriti conseguiti in ambito musicale ed umanistico, in quanto «ambasciatrice nel mondo del messaggio cristiano».
Nel 2025, alla prima edizione dei Catholic Music Awards, vincono i premi come "Migliore band", "Migliore canzone italiana" (Un buon motivo per vivere) e "Miglior videoclip" (Appunti verso la fine del mondo).

## Stile musicale e influenze
I Sun Eats Hours suonavano principalmente punk rock ed erano un punto di riferimento per la scena italiana dell'hardcore melodico. A questi due generi aggiungeva elementi di hardcore punk, pop punk, hard rock e alternative rock; lo stile era influenzato da tipiche sonorità rock, soprattutto verso gli ultimi anni. La scrittura dei testi, in inglese, derivava anche da letture di autori classici e contemporanei, come Seneca e Brian Weiss.
Il sound era influenzato da band del punk rock californiano (tra cui The Offspring, Bad Religion, NOFX, Lagwagon, Vandals, Pennywise, Green Day, AFI, Rancid e No Use for a Name) ed internazionale (No Fun at All, Satanic Surfers, Refused), oltre che dell'alternative rock (come The Presidents of the United States of America, Smashing Pumpkins e Joy Division).
Con la svolta del 2009, lo stile dei The Sun diventa più versatile: virano verso sonorità più pop rock e power rock, solari e positive. Continuano comunque a suonare un rock potente ed energico, vicino all'alternative rock e non dimentico delle radici punk e hard rock. A questi mescolano ritmi più melodici, anche memori del pop punk, e si aprono verso nuovi generi, come il folk. Aumentano le musiche introspettive e intimiste, accompagnate da testi riflessivi e segnalate anche dal crescente numero di ballate acustiche composte.
I testi passano ad essere scritti dall'inglese all'italiano per esprimere con più sincerità i contenuti delle canzoni e per una maggior comunicabilità; questo passaggio peraltro era iniziato ad avvenire già durante la tournée in supporto di The Last Ones del 2006 – dunque precedentemente alla svolta spirituale – in seguito a scelte più mature derivanti da una crescita artistica. Si moltiplicano le letture da cui traggono ispirazione per i contenuti e i testi diventano sempre più impegnati e attenti verso le dimensioni sociale ed ambientale.
Il gruppo viene considerato tra le maggiori band christian rock italiane. Ciononostante il cantante preferisce parlare di «cristiani che fanno rock» o di «band rock d'ispirazione cristiana», rigettando l'etichetta imposta dai media giornalistici e rivendicando l'affermazione nel panorama musicale già da prima della svolta spirituale.

## Formazione

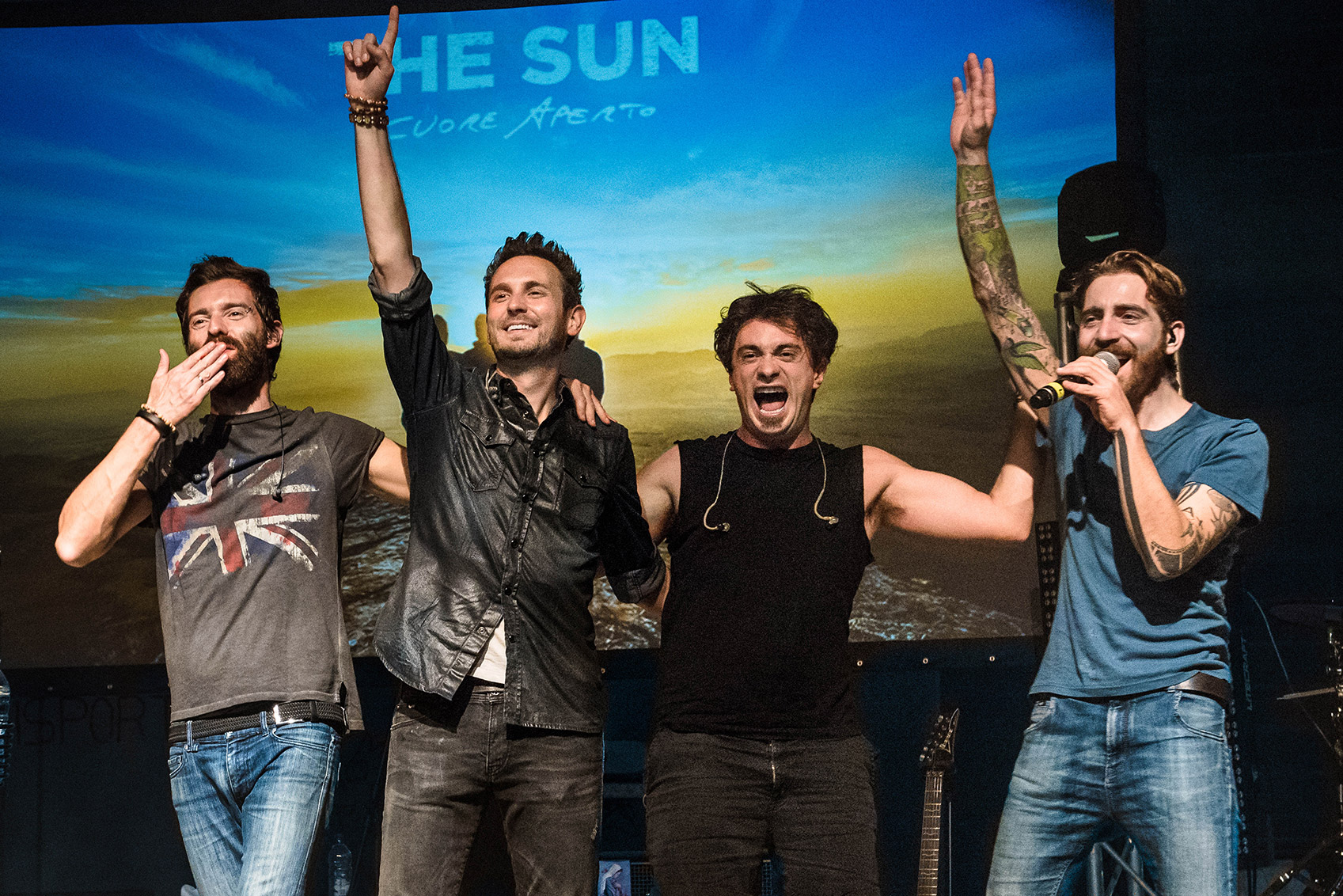
I The Sun in una data del tour in promozione dell'album Cuore Aperto

### Formazione attuale
- Francesco "Lore"/"The President" Lorenzi – voce, chitarra (1997-presente); chitarra acustica (2015-presente)
- Riccardo "Ricky"/"Trash" Rossi – batteria (1997-presente)
- Matteo "Lemma" Reghelin – basso, cori (2002-presente); fisarmonica, armonica a bocca (2015-presente)
- Gianluca "Mene"/"Boston" Menegozzo – chitarra, cori (2003-presente); basso (2018-presente)
- Andrea "Cherry" Cerato – chitarra, cori (2015-presente)

### Turnisti
- Nicola "Tigerboy" Righele – armonica a bocca (2015-presente)

### Ex componenti
- Toni Spezzapria – voce (1997)
- Marco "Bam" Auriemma – basso (1997-2001)
- Andrea "Byron"/"the Huge" Barone – voce, cori, live showman (1997-2005)

## Discografia

### Sun Eats Hours

#### Album in studio
- 2000 – Don't Waste Time
- 2002 – Will
- 2003 – Tour All Over
- 2005 – The Last Ones

#### Album di cover
- 2006 – Metal Addiction (split con i Nicotine)

#### Raccolte
- 2008 – Ten Years

### The Sun

#### Album in studio
- 2010 – Spiriti del Sole
- 2012 – Luce
- 2015 – Cuore aperto
- 2022 – Qualcosa di vero

#### Album dal vivo
- 2023 – Grazie per tutta la Luce – Live in Assisi

#### Album di cover
- 2019 – Espíritus del Sol

#### Raccolte
- 2017 – 20

## Tournée
Sun Eats Hours
- 2002 – Will Tour
- 2003/2004 – Tour All Over
- 2005/2006 – The Last Ones
- 2006/2007 – Metal Addiction
- 2007 – Summer Addiction Tour
- 2008 – Ten Years Tour

The Sun
- 2010 – Spiriti del Sole Tour
- 2012/2014 – Luce Tour
- 2015/2017 – Cuore aperto Tour
- 2018/2019 – 20 Tour
- 2022 – Portugal Tour
- 2023 – The Sun Tour
- 2025 – Tour 2025

## Riconoscimenti
- 2004 – "Migliore punk band italiana all'estero", Meeting delle etichette indipendenti[37]
- 2010 – "Band rivelazione", Summer Music Festival[98]
- 2010 – Premio "Città di Thiene"[100]
- 2013 – Premio "all'impegno d'impresa per il bene comune", Festival della Dottrina Sociale[109]
- 2016 – Candidatura al premio Voci per la libertà - Una canzone per Amnesty[189] (con Le case di Mosul)
- 2016 – Medaglia del Pontificato, Accademia dei Virtuosi al Pantheon[190] (a Francesco Lorenzi)
- 2017 – Riconoscimento speciale del Premio "Città di Thiene"[191]
- 2025 – "Migliore band", "Migliore canzone italiana" (Un buon motivo per vivere) e "Miglior videoclip" (Appunti verso la fine del mondo), Catholic Music Awards[157]